# گروه اوگور
گروه اوگور (ترکی استانبولی: Uğur Şirketler Grubu) شرکت خوشه‌ای ترک است، که در سال ۱۹۵۴ تأسیس شد.